# Intel Core Duo
Intel Core Duo és un microprocessador de sisena generació llançat el gener del 2006 per Intel, posterior al Pentium D i antecessor al Core 2 Duo. Disposa de dos nuclis d'execució la qual cosa fa d'aquest processador especial per a les aplicacions de subprocessos múltiples i per multitasca. Es poden executar diverses aplicacions exigents simultàniament, com jocs amb gràfics potents o programes que requereixen molts càlculs, al mateix temps que permet descarregar música o analitzar el PC amb un antivirus en segon pla, per exemple.
Aquest microprocessador implementa 2 MB de memòria cau compartida per tots dos nuclis més un bus frontal de 667 o 553 MHz, a més implementa el joc d'instruccions SSE3 i millores en les unitats d'execució de SSE i SSE2. No obstant això, l'exercici amb enters és lleugerament inferior a causa de la seva memòria cau amb major latència. A més no és compatible amb EM64T, de manera que només treballa a 32 bits.
Intel Core Duo va ser el primer microprocessador d'Intel utilitzat en els ordinadors Apple Macintosh. Existeix també una versió amb només un nucli anomenada Core Solo.

## Aclariments
Se solen confondre tant Pentium D com Pentium Dual-Core cridant-los erròniament Core Duo. Això no ha de ser així, ja que si bé aquests processadors són de doble nucli, les arquitectures d'aquests són molt diferents.
El Pentium D està basat en l'arquitectura Netburst que és la mateixa del Pentium 4, el Core Duo tot i ser de la mateixa família que el Core 2 Duo, és d'una arquitectura antecessora i amb diferències importants, a més de ser només de 32 bits, mentre que el Pentium Dual-Core és un Core 2 Duo de nucli Allendale o Wolfdale però amb la memòria cau i bus retallats.